# Исторический факультет Софийского университета
Исторический факультет (болг. Исторически факултет) — факультет Софийского университета. Факультет был выделен в 1972 году и стал крупным центром исторического образования в Болгарии.

## История
Чтения по истории в Софийском университете началось с создания в 1888 году в качестве старшего учебного курса сначала Мужской средней школы в Софии. С 1904 года, когда Высшая школа в Софии был переименован университет, история изучалась на факультете истории и филологии. В 1951 году, во время реструктуризации университета был создан отдельный философский факультет с тремя основными отделами - истории, философии и педагогики. В 1972 году исторический факультет выделен в самостоятельную единицу.
Софийский университет являлся основным и почти единственным центром для обучения, преподавания и распространения исторических знаний в стране до середины XX века. Его преподавателями были видные члены нескольких поколений болгарских историков.

## Кафедры
- Истории Болгарии
- Древней и средневековой истории
- Новой и новейшей истории
- Истории Византии и балканских народов
- Археологии (основан 1920)
- Этнологии
- Архивные и вспомогательные исторические дисциплины